# 立本英機
立本 英機（たつもと ひでき、1942年 - 2016年5月2日）は、日本の研究者。専門は衛生工学、環境学。

## 略歴
- 1942年広島県生
- 1966年千葉工業大学工学部工業化学科（現・生命環境科学科）卒業
- 1966年アメリカ合衆国・レンセラー工科大学研究員
- 1977年京都大学　工学博士論文の題は「活性炭収着法による水処理に関する研究」[1]。
- 1991年千葉大学教授
- 2010年千葉大学名誉教授

## 著書
- 日刊工業新聞社「おもしろい活性炭のはなし」1997
- 日刊工業新聞社「おもしろい炭のはなし」 2000
- 日刊工業新聞社「トコトンやさしい炭の本」2002
- 日刊工業新聞社「環境をはかる-地球の未来への思い-」2003

## 研究者情報
- 立本英機